# Wolfsloch (Hochstadt am Main)
Wolfsloch ist ein Gemeindeteil von Hochstadt am Main im oberfränkischen Landkreis Lichtenfels.

## Geografie
Das Dorf liegt etwa neun Kilometer östlich von Lichtenfels in einer Talniederung eines Hügellandes, die vom Buchbach, einem linken Mainzufluss, durchflossen wird. Durch Wolfsloch führen die Kreisstraße LIF 3 von Hochstadt nach Spiesberg sowie eine Gemeindeverbindungsstraße nach Reuth.

## Geschichte
Der erste urkundliche Erwähnung war 1142, als der Bamberger Bischof Egilbert dem Kloster Langheim die von Graf Poppo erworbenen Güter, darunter eine Manse bei „Wolfesloch“, bestätigte. 1249 versprach Irving von Kunstadt dem Kloster Langheim als Wiedergutmachung für die widerrechtliche Errichtung der Burg Wildenberg auf Grund und Boden des Klosters unter anderem einen Hof in „Wolfloch“.
Im Jahr 1801 gehörten dem Hochstift Bamberg die Zent- und Territorialherrschaft. Die Lehens-, Vogtei-, Dorf- und Gemeindeherrschaft sowie den Zehnten besaß das Kloster Langheim. Der Pfarrsprengel gehörte halb nach Isling und halb nach Altenkunstadt. 13 Häuser und 10 Städel waren dem Amt Lichtenfels steuerpflichtig, 10 mit Haus und Stadel bebaute Güter, ein halbes unbebautes kleines Gut und zwei Tropfhäuser dem Amt Weismain.
1818 gehörte Wolfsloch zum Obermainkreis. 1862 folgte die Eingliederung des Dorfes in das neu geschaffene bayerische Bezirksamt Lichtenfels. 1871 zählte der Ort 171 Einwohner und 77 Gebäude. Das Dorf hatte eine eigene katholische Schule. Es gehörte zur drei Kilometer entfernten katholischen Pfarrei in Zeuln. Im Jahr 1900 umfasste die Landgemeinde Wolfsloch einschließlich des Gemeindeteiles Burgstall eine Fläche von 277,97 Hektar, 252 Einwohner, von denen 250 katholisch und 2 protestantisch waren, sowie 44 Wohngebäude. 176 Personen lebten in Wolfsloch in 29 Wohngebäuden. 1925 lebten in dem Ort 160 Personen in 31 Wohngebäuden. 1950 hatte das Dorf 247 Einwohner und 31 Wohngebäude. Es war von der Pfarrei Marktzeuln ausgepfarrt und der Pfarrei Hochstadt angeschlossen worden und gehörte zum Sprengel der evangelischen Pfarrei Schwürbitz. Im Jahr 1970 zählte Wolfsloch 183 Einwohner und 1987 197 Einwohner sowie 50 Wohngebäude mit 62 Wohnungen.
Am 1. Mai 1978 wurden Wolfsloch und sein Gemeindeteil Burgstall im Zuge der Gemeindegebietsreform nach Hochstadt eingegliedert.
Die Freiwillige Feuerwehr wurde 1890 gegründet. 1992 entstand südlich des Ortes ein Industriegebiet.
Eine 1973 gegründete Polsterei entwickelten die Brüder Christoph und Pius Machalke zu einer Polstermöbelmarke im Hochwertbereich. Die Machalke Polsterwerkstätten hatten bis zu 200 Mitarbeiter und wurden 2001 verkauft. 2017 schloss das Unternehmen seinen Standort.

## Sehenswürdigkeiten

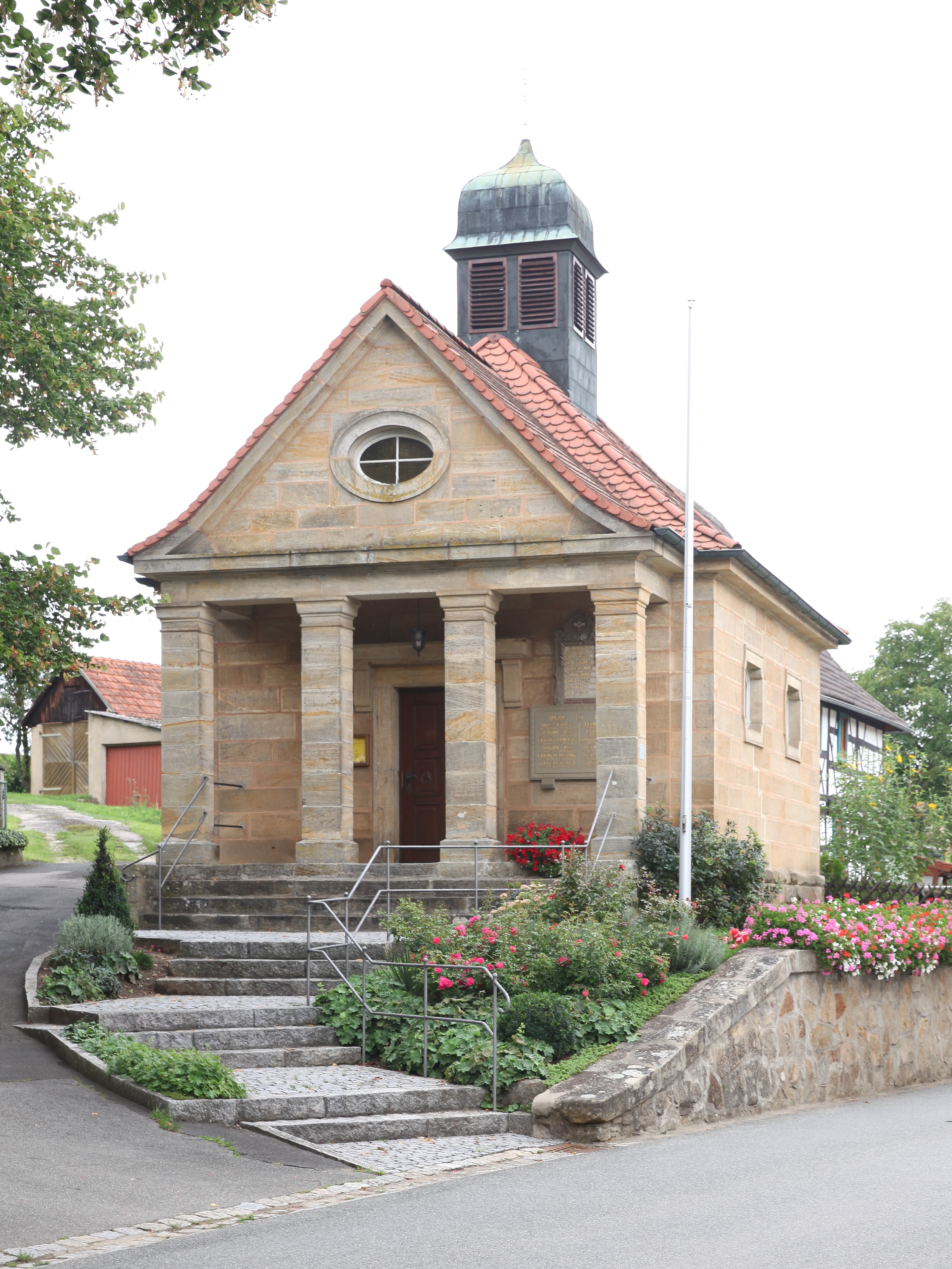
Herz-Jesu-Kapelle

Im Jahr 1906 gründeten Wolfslocher Bürger einen Kapellenbauverein. Im Frühjahr 1914 begannen die Bauarbeiten und 1916 wurde die im Barockstil errichtete Herz-Jesu-Kapelle geweiht.
In der Bayerischen Denkmalliste sind für Wolfsloch fünf Baudenkmäler aufgeführt, siehe Denkmalliste der Gemeinde.